# Eneli
Ileana-Maria Popescu (n. 1995), cunoscută sub numele de scenă Eneli, este o cântăreață și textieră română.

## Primul contact cu muzica
Eneli a început să cânte într-un cor de biserică, la vârsta de 5 ani. La 14 ani s-a înscris la Școala Populară de Artă din Târgu Jiu, orașul natal. În clasa a XI-a a urmat cursuri de canto timp de aproape un an la o școală privată din București. În 2010 a început să posteze videoclipuri online pe YouTube, iar apoi a susținut concerte în orașul natal. În 2013, când încă era la Târgu Jiu, a înregistrat cover-ul pentru piesa „Who You Are”, aparținând lui Jessie J, pe care l-a postat pe YouTube unde a trecut de câteva mii de vizualizări, ceea ce a făcut ca numele ei să fie menționat prin mai multe articole și să ajungă inclusiv în show-uri TV.
În trecut, Eneli a fost solistă în două trupe: Paperglass și Seventh Zone, în Târgu-Jiu. Între 2014 și 2017 Eneli a studiat Comunicare și Relații Publice la Facultatea de Jurnalism și Științele Comunicării din cadrul Universității din București. În toamna anului 2017, a început studiile de Songwriting/ Compoziție muzicală în Londra, la The Institute of Contemporary Music Performance, în cadrul unui program de master.

## Carieră muzicală
Eneli a colaborat cu producătorul și DJ-ul moldovean Vanotek, alături de care a scos patru piese. „Tell Me Who”, single lansat în martie 2017 și ale cărui linii melodice și versuri au fost compuse de Eneli, s-a bucurat de succes atât în România, cât și în străinătate. Piesa a ajuns în topurile din România, Rusia și Polonia și are peste 8,7 milioane de vizualizări pe YouTube. Remixul piesei „Tell Me Who” făcut de Slider & Magnit, DJ din Sankt Petersburg, a ajuns pe locul 6 în top Shazam Rusia și pe locul 9 în top Shazam Kazahstan. „Vision”, „Tara” și „Back to Me” fac parte de pe albumul de debut al lui Vanotek, „No Sleep”, și au fost compuse de cei doi artiști. La fel ca „Tell Me Who”, piesa „Back to Me” este licențiată la Ultra Music, o casă de discuri din Statele Unite care se concentrează pe muzica dance electronică. Aceasta a ajuns pe locul 5 în top Shazam Rusia.
Alături de producătorul turc Mahmut Orhan, Eneli a lansat piesa „Save Me”, pe canalul de Youtube al Ultra Music. Piesa a strâns peste 90 de milioane de vizualizări și este, de asemenea, compusă de Eneli.  Cu piesa „Mhm Mhm”, Manuel Riva și Eneli au urcat până pe locul 3 în top-ul Breakout Billboard Club din Statele Unite. Piesa a fost nominalizată în 2016 la MTV Europe Music Awards, la categoria „Best Romanian Act”. În România, single-ul a stat 21 de săptămâni în top 10, culminând cu locul 3.
Pe lângă aceste colaborări, artista a lansat și câteva piese pentru proiectul solo, ca artist independent ("Chasing you",  "Follow Me", "Cold").

## Discografie
| Titlu                                | An   | Poziții | Poziții | Poziții | Poziții | Poziții | Poziții | Poziții  |
| Titlu                                | An   | ROU     | BGR     | DEU     | RUS     | TUR     | UKR     | US Dance |
| ------------------------------------ | ---- | ------- | ------- | ------- | ------- | ------- | ------- | -------- |
| „Wrong or Right” (feat. Manuel Riva) | 2015 | —       | —       | —       | —       | —       | —       | —        |
| „Mhm Mhm” (feat. Manuel Riva)        | 2016 | 3       | 1       | 66      | 538     | —       | —       | 25       |
| „We Are One” (feat. Manuel Riva)     | 2016 | —       | —       | —       | —       | —       | —       | —        |
| „Stay” (feat. Sky Dance)             | 2017 | —       | —       | —       | —       | —       | —       | —        |
| „Tell Me Who” (feat. Vanotek)        | 2017 | 2       | —       | —       | 2       | —       | 7       | —        |
| „No Saint” (feat. Consoul Trainin)   | 2017 | —       | —       | —       | —       | —       | —       | —        |
| „Save Me” (feat. Mahmut Orhan)       | 2017 | —       | 6       | —       | —       | 9       | —       | —        |
| „Cold”                               | 2017 | —       | —       | —       | —       | —       | —       | —        |
| „Back to Me” (feat. Vanotek)         | 2017 | 1       | —       | —       | 5       | —       | —       | —        |
| „Tara” (feat. Vanotek)               | 2017 | —       | —       | —       | —       | —       | —       | —        |
| „Follow Me”                          | 2018 | —       | —       | —       | —       | —       | —       | —        |
| „Nowhere" (feat. Tobi Ibitoye)       | 2019 | —       | —       | —       | —       | —       | —       | —        |
| „Out of my mind" (feat. naBBoo)      | 2019 | —       | —       | —       | —       | —       | —       | —        |